# Sportovní Klub Slavia Praha 2018-2019
Questa voce raccoglie le informazioni riguardanti lo Sportovní Klub Slavia Praha nelle competizioni ufficiali della stagione 2018-2019.

## Rosa
| N. |                        | Ruolo | Calciatore             |
| -- | ---------------------- | ----- | ---------------------- |
| 1  | Rep. Ceca (bandiera)   | P     | Ondřej Kolář           |
| 4  | Rep. Ceca (bandiera)   | D     | Jakub Jugas            |
| 5  | Rep. Ceca (bandiera)   | D     | Vladimír Coufal        |
| 6  | Rep. Ceca (bandiera)   | C     | Jan Sýkora             |
| 7  | Portogallo (bandiera)  | C     | Danny                  |
| 8  | Rep. Ceca (bandiera)   | C     | Jaromír Zmrhal         |
| 9  | Nigeria (bandiera)     | C     | Peter Oladeji Olayinka |
| 10 | Rep. Ceca (bandiera)   | C     | Josef Hušbauer         |
| 11 | Rep. Ceca (bandiera)   | A     | Stanislav Tecl         |
| 12 | Rep. Ceca (bandiera)   | C     | Jaroslav Zelený        |
| 13 | Camerun (bandiera)     | D     | Michael Ngadeu-Ngadjui |
| 14 | Paesi Bassi (bandiera) | A     | Mick van Buren         |
| 15 | Norvegia (bandiera)    | D     | Per-Egil Flo           |
| 17 | Slovacchia (bandiera)  | A     | Miroslav Stoch         |

| N. |                                 | Ruolo | Calciatore      |
| -- | ------------------------------- | ----- | --------------- |
| 18 | Rep. Ceca (bandiera)            | D     | Jan Bořil       |
| 19 | Costa d'Avorio (bandiera)       | D     | Simon Deli      |
| 21 | Rep. Ceca (bandiera)            | A     | Milan Škoda     |
| 22 | Rep. Ceca (bandiera)            | C     | Tomáš Souček    |
| 24 | Bosnia ed Erzegovina (bandiera) | A     | Muris Mešanović |
| 25 | Rep. Ceca (bandiera)            | D     | Michal Frydrych |
| 26 | Slovacchia (bandiera)           | C     | Jakub Hromada   |
| 27 | Rep. Ceca (bandiera)            | A     | Tomáš Necid     |
| 28 | Rep. Ceca (bandiera)            | D     | Lukáš Pokorný   |
| 30 | Rep. Ceca (bandiera)            | P     | Martin Otáhal   |
| 31 | Rep. Ceca (bandiera)            | P     | Přemysl Kovář   |
| 81 | Slovenia (bandiera)             | C     | Dušan Švento    |
|    | Rep. Ceca (bandiera)            | D     | Ondřej Kúdela   |
|    | Rep. Ceca (bandiera)            | A     | Zdeněk Linhart  |